# Balayage (technique de combat)
Pour les articles homonymes, voir Balayage.
Le balayage est une action utilisée dans les arts martiaux et en sport de combat dans le but de déséquilibrer ou de faire tomber l'adversaire. Elle est faite avec le pied (voire la jambe) sur le segment d’appui de l’adversaire. Elle peut être réalisée plus ou moins haute par rapport au sol. 
La définition la plus usuelle est la suivante : « un balayage se pratique au ras du sol et est habituellement de petite amplitude. À la différence du fauchage d'amplitude plus grande et plus puissant » (Tadao Inogai, Roland Habersetzer, 1997). De plus, le fauchage se réalise d'habitude plus haut sur le corps du partenaire.
Elle s’exécute dans plusieurs axes (par l’extérieur, par l’intérieur, en avant, en arrière, etc.) du membre de l'adversaire soit sur l’appui principal soit secondaire, mais toujours en sortant de l'axe d'attaque de l'adversaire. 
On trouve différentes « formes de corps » notamment en fonction de l'orientation des hanches (de face, de profil ou de dos). Les mécanismes d’action peuvent être variés et se combiner entre eux (action pendulaire à partir du bassin, fouettée avec le genou, rotative, etc.).

## Illustration enboxe

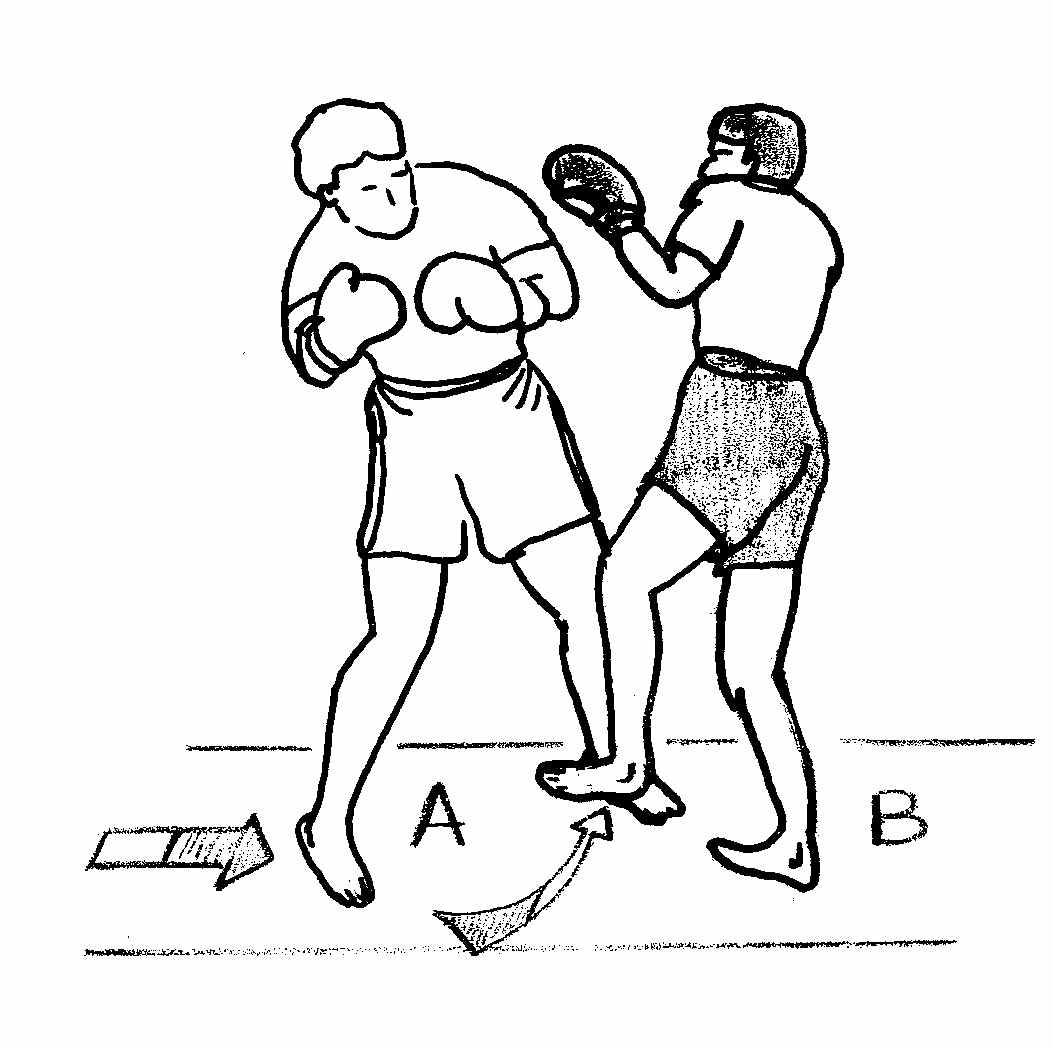
Balayage de type « cuillère »
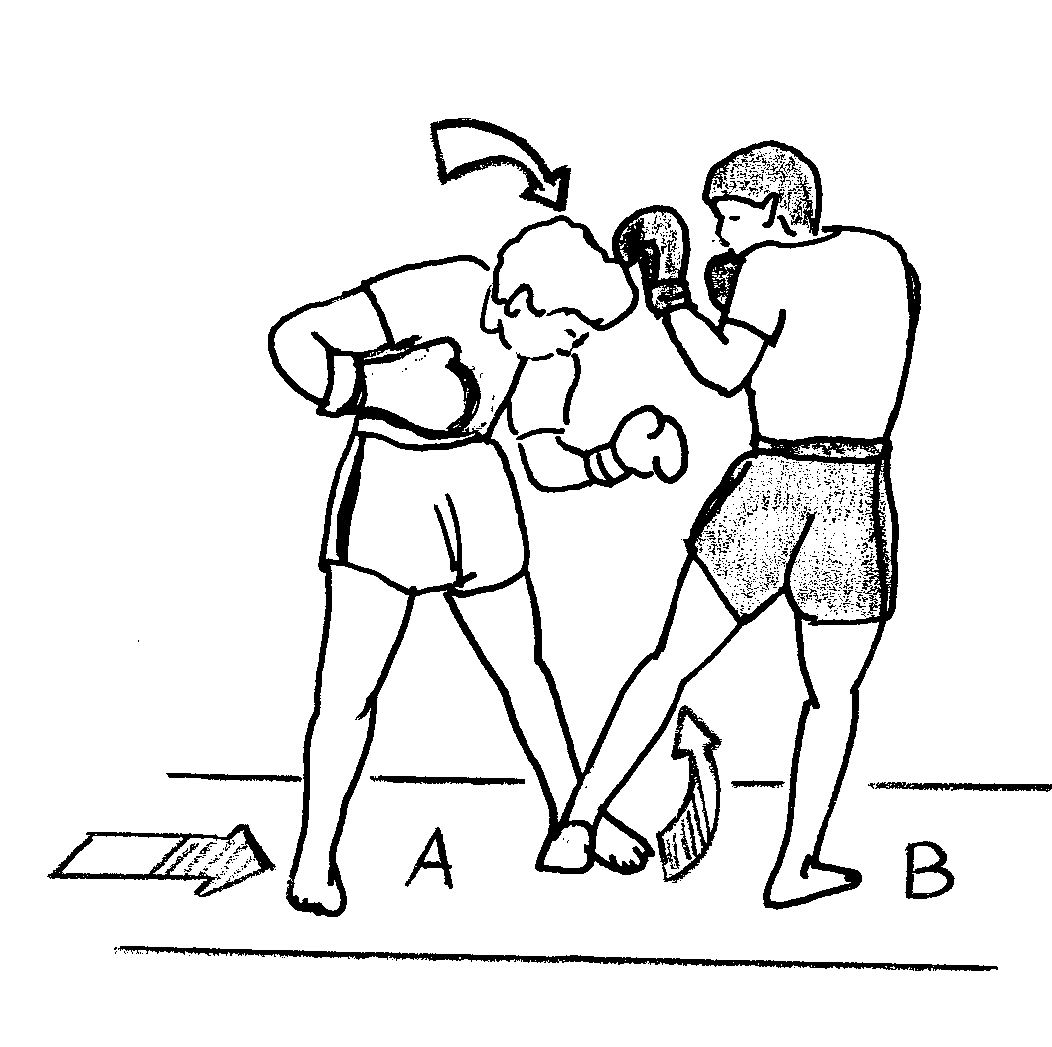
Balayage de type « louche »
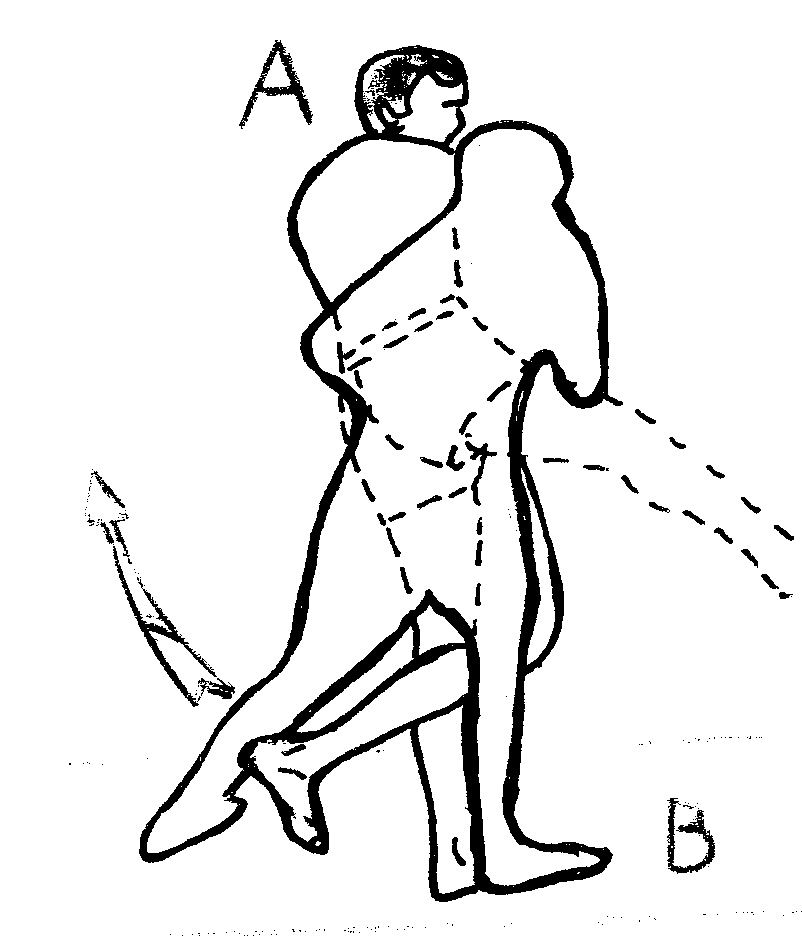
Balayage de type crocheté